# Giulio Cesare Pascali
Giulio Cesare Pascali (o Pascale, Paschale, Paschali, Pasquale, Pascal ; in francese Jules-César Paschal ) (Messina, 1527 – Ginevra, 1601) è stato un poeta italiano naturalizzato svizzero, che aderì al calvinismo e fuggì a Ginevra dove divenne protagonista della vita religiosa e politica.

## Biografia
Giulio Cesare Pascali, appartenente, secondo Benedetto Croce , alla famiglia siciliana di origine spagnola dei Pasquale, nacque dal nobile messinese Giovanni Pascali, « patrizio di quella città e protonotario e consigliere reale nel consiglio privato di quel regno» . Dopo aver aderito al calvinismo, onde evitare ritorsioni di carattere religioso, lasciò Messina per rifugiarsi a Ginevra, all'epoca uno dei più importanti centri della riforma luterana.
A Ginevra il Pascali, dove divenne amico di Francesco Micheli, più volte gonfaloniere della repubblica di Lucca e del marchese Galeazzo Caracciolo, sposò in seconde nozze la veronese Cecilia Campagnola. Dal matrimonio nacquero Giovan Giacomo, Alessandro, Marcantonio, e Laura. Laura Pascali (o Laure Paschal) sposò  il nobile ginevrino Jean de Fernex, signore di Bessinge (oggi, Vandœuvres). Dal matrimonio nacque Jules, battezzato nel gennaio del 1590 che non lasciò eredi.
Giulio Cesare Pascali tradusse dal francese all'italiano l'Istituzione della religione cristiana di Calvino (Ginevra 1558), e dall'ebraico all'italiano i Sacri Salmi di Davide (Ginevra 1592) che il Pascali dedicò a Elisabetta d'Inghilterra, "defenditrice della fede" .

## Opere
- Institutione della religion christiana di messer Giouanni Caluino, in volgare italiano tradotta per Giulio Cesare Paschali, In Ginevra, appresso Iacopo Burgese, Antonio Dauodeo, & Francesco Iacchi, compagni, 1557
- Rime spirituali dell'istesso signor Giulio Cesare Paschali, a' cui è dietro aggiunto il primo canto del suo universo, al molto magnifico et honoratissimo signore, il signor Horatio Micheli, Genève, Jacob Stoer, 1592
- De' sacri Salmi di Dauidde, dall'hebreo tradotti, poetica et religiosissima parafrase, pel signor Giulio Cesare Paschali, Ginevra, Jacopo Stoer, 1592